# タベホの女〜女3世代満腹日記〜
『タベホの女〜女3世代満腹日記〜』（たべほのおんな〜おんなさんせだいまんぷくにっき〜）は、2022年2月26日からチャンネルNECOで放送されているテレビドラマシリーズ。主演は山本リンダ、真飛聖、工藤美桜。

## 概説
女3世代の家族が、タベホ（食べ放題の略語）を満喫する日々を通じて絆を深めていく様子をコメディタッチで描いた、一話完結型のチャンネルNECOオリジナルドラマ。
キャストは山盛家の祖母・マリを山本リンダ、 母・杏を真飛聖、娘・樹里を工藤美桜が演じる。山本リンダは本作が約30年ぶりの連続ドラマ出演となる。作中に登場するのと同じ実在する食べ放題の店舗で撮影されている。
初回放送は2話一挙放送。

## キャスト
山盛マリ（やまもり まり）〈70〉
演 - 山本リンダ
華麗な歌とダンスで人々を魅了した誰もが知る元世界的歌手。代表曲は「騙しうち」「どうしてもとめられない」。美食家でNY、上海、パリと美食で名高い都市に暮らしてきたが、日本で“タベホの道”を究めることを思い立ち久しぶりに帰国した。娘親子を食べ放題に連れ出しては、満喫するための自己流テクニックを指南する。
山盛杏（やまもり あん）〈45〉
演 - 真飛聖
自称アーティスト。自由奔放、家事能力ゼロ。最近、23年間連れ添った夫に三行半を突き付けられ離婚。実家で娘と2人暮らしを始めた。
山盛樹里（やまもり じゅり）〈23〉
演 - 工藤美桜
新卒で入った会社がすぐに倒産。現在バイトをしながら就活中。彼氏なし。

### ゲスト
第1話
- 黒田浩史 -
- 佐藤遥 - すたみな太郎NEXTの客。
- 山崎良介 - 同上

第2話
- 小栗山晃市 - 横浜元町警察署の警官。
- 谷本琳音 - 招福門の給仕。

## マリアージュレシピ
終盤のクライマックスシーンでは、山本リンダ演じる祖母マリが山本の新曲『明日への翼』を歌い踊りながら、お店のメニューを組み合わせたアレンジレシピ「マリアージュレシピ」を披露する。
第1話　すたみな太郎 編
- コーンとウィンナー入りピラフ

ごはん+ガリバタ―ダレ+コーン+ピーマン+ウインナー
- モツ焼きラーメン

ラーメン+味噌モツ鍋+こしょう
- レインボー綿あめ

綿あめ+シロップ
第2話　招福門 編
- 中国茶漬け

ちまき+広東風刺身+中国茶
- 春巻き酸辣湯麵

葱そば+はるまき+ラー油+酢
- チャーシュー饅頭

## 主題歌
- 主題歌 「futtou!!!!」 ヤユヨ （TALTO / murffin discs）
- 挿入歌 「明日への翼」 山本リンダ （徳間ジャパンコミュニケーションズ）

## スタッフ
- 脚本 - 仲村優果里
- EP - 石田千佳子
- CP：堀達也
- 編成企画 - 新保和也
- 撮影 - 深野雄一
- VE - 中塚政明
- 照明 - 金子拓矢
- 録音 - 岸本晃里
- 撮影助手 - 辻萌珠
- 照明助手 - 柴田侑季
- 録音助手 - 寺内大太
- 技術デスク - 飯田次郎
- 編集 - 山田典久
- MA - 池田古都美
- 選曲 - 安藤友章
- 音響効果 - 桑野春花
- メイキング - 徳田勇一
- 美術 - 阿久津桂
- 美術助手 - 岡島はるか
- スタイリスト - 鎌田歩
- メイク - 山口かな子
- メイク助手 - 山本晴菜
- 特別協力 - すたみな太郎NEXT（#1）、招福門（#2）
- 協力 - ビデオフォーカス、セブンゲート、山崎美術、amacoven、三交社
- 助監督 - 小森瑞夏
- 制作担当 - 嶋田一生
- フードディレクター - あまこようこ
- 制作デスク - 佐藤恵理子
- 宣伝 - 藤原里絵、小島令奈、山本麻都香、三島航
- プロデューサー - 黒田達哉、竹山耕太郎、伊藤茜
- 監督 - 酒見顕守
- 制作協力 - メディアプルポ、マカロンラボ
- 製作著作 - 日活、チャンネルNECO

## 放送情報
| 各話  | 初回放送                          | サブタイトル    | 脚本       | 監督     | 登場店                  | マリアージュレシピ                                                   |
| ----- | --------------------------------- | --------------- | ---------- | -------- | ----------------------- | -------------------------------------------------------------------- |
| 第1話 | 2022年2月26日 （土）18:10 - 18:40 | すたみな太郎 編 | 仲村優果里 | 酒見顕守 | すたみな太郎NEXT 亀戸店 | - モツ焼きラーメン - コーンとウィンナー入りピラフ - レインボー綿あめ |
| 第2話 | 2022年2月26日 （土）18:40 - 19:10 | 招福門 編       | 仲村優果里 | 酒見顕守 | 招福門                  | - チャーシュー饅頭 - 春巻き酸辣湯麵 - 中国茶漬け                     |